# 25981 Shahmirian
25981 Shahmirian este un asteroid din centura principală de asteroizi.

## Descriere
25981 Shahmirian este un asteroid din centura principală de asteroizi. A fost descoperit pe 18 martie 2001 la Socorro, New Mexico, în cadrul proiectului LINEAR. Asteroidul prezintă o orbită caracterizată de o semiaxă mare de 2,34 ua, o excentricitate de 0,14 și o înclinație de 7,0° în raport cu ecliptica.